# Горње Кратово
Горње Кратово (мкд. Горно Кратово) је насеље у Северној Македонији, у северном делу државе. Горње Кратово је у оквиру општине Кратово.

## Географија
Горње Кратово је смештено у северном делу Северне Македоније. Од најближег града, Куманова, село је удаљено 55 km источно.
Село Горње Кратово се налази у историјској области Осогово. Насеље је положено на западним падинама Осоговских планина, на приближно 780 метара надморске висине.
Месна клима је умерено континентална.

## Становништво
Горње Кратово је према последњем попису из 2002. године имало 27 становника. Од тога огромну већину чине етнички Македонци.
Претежна вероисповест месног становништва је православље.